# Набат (фильм, 1917)
«Набат» — российский художественный немой фильм режиссёра Евгения Бауэра. Вышел на экраны 5 мая 1917 года. Сохранился без надписей.

## История создания
Фильм снимался в 1916 году. Для режиссёра Евгения Бауэра эта картина «имела принципиальное значение и должна была стать вершиной его режиссёрской методологии и мастерства». Он сам предложил инсценировать роман Э. Вернер «Вольной дорогой» в рамках «рекордной постановки». Все заказы Бауэра для «Вольной дороги» выполнялись на фабрике Ханжонкова вне очереди, были построены грандиозные декорации.
После съёмок и закрытого просмотра фильма Е. Бауэр посчитал фильм неудачным и просил не выпускать его в прокат. Картина была положена на полку.
Однако незадолго до смерти режиссёра фильм был перемонтирован Антониной Ханжонковой (женой главы кинофабрики) и Верой Поповой (впоследствии второй женой А. Ханжонкова). «Когда Бауэр окончательно отрёкся от своего незадачливого творения, заведующая художественной частью пострадавшей фабрики — А. Н. Ханжонкова и В. А. Каралли, исполнявшая главную роль, решили использовать дорогостоящий материал», — вспоминал кинопредприниматель Александр Ханжонков. «Они привлекли к работе В. Д. Попову, исполняющую должность помощника директора фабрики по монтажному отделению, — писал он, — и к существующим сценам начали подыскивать новые толкования». Эпизоды забастовки рабочих были сняты после февральских событий 1917 года в России.
После перемонтажа картина с новым текстом надписей была выпущена под названием «Набат». Фильм прошёл с успехом.

## Сюжет
Сценарий фильма по роману Эльзы Вернер «Вольной дорогой» написал режиссёр Е. Бауэр. Действие перенесено из Германии в современную на период съёмок фильма Россию. К мелодраматическим линиям романа были добавлены в соответствии с духом того времени элементы социальной драмы и тема классовой борьбы. Любовный роман княжны Магды Орловской и драма её брата Игоря происходят на фоне волнений рабочих и революционных событий в Петрограде.
Промотавшийся аристократ князь Орловский стремится с помощью выгодной женитьбой на дочери промышленника-миллионера Железнова поправить свои дела, его сестра-авантюристка также плетёт любовные интриги. Наивная дочь промышленника Зоя страдает от того, что отец запрещает ей вступать в брак с бездельником-аристократом. Её жених Виктор начинает понимать, что его невеста является любовницей аристократа, и трагически погибает. Князь пишет прощальную записку и предпринимает попытку самоубийства. Княгиня Магда раскаивается в своих поступках.
В фильме противопоставляются образы аристократов (князь Орловский и его сестра Магда) и миллионера Железнова и членов его семьи. По сюжету значительная часть событий фильма происходит либо в доме промышленника, либо в его рабочем кабинете, где он занят обсуждением производственных проблем. На фабрике Железнова происходит забастовка. Одной из основных сюжетных линий становится история инженера Николая Стратонова, социалиста и борца за права рабочих, которого в ходе действия ранят. Он вмешивается в забастовку рабочих и способствует разрешению их конфликта с хозяином фабрики.

## В ролях
- Николай Радин — Игорь Орловский
- Вера Каралли — Магда, его сестра
- Михаил Нароков — Железнов, миллионер
- Вячеслав Свобода — Юрий, его сын
- Зоя Баранцевич — Зоя, его сестра
- Владимир Стрижевский — Виктор, её жених
- Константин Хохлов — Николай Стратонов, инженер
- В эпизодах: Николай Церетели, И. Монахов, Е. Липовский, Александра Хохлова

## Съёмочная группа
- Режиссёр: Евгений Бауэр
- Сценарист: Евгений Бауэр
- Оператор: Борис Завелев
- Художники: Лев Кулешов и Н. Белий
- Продюсер: Александр Ханжонков

Фильм снят в Крыму на студии АО «А. Ханжонков и К»

## Критика
Журнал «Проектор» написал в своей рецензии, что сюжетные мотивы в фильме соединены «в сложной, но вполне удачной комбинации, вмещающей при этом немало и кинематографических эффектов — волнения рабочих, пожар на заводе, мартовские дни в Петрограде и многое другое».
В рецензии в «Театральной газете» Витольд Ахрамович указывал, что «„Набат“ — типичная „бауэровская“ картина, пышная, красивая кино-фреска, гармонично мелькающая на экране, ритмичная, чарующая глаз». Неудачей бала названа попытка режиссёра дать натуру в павильоне. Критик считал, что актриса Каралли «несколько злоупотребляла первыми планами (конечно, это вина не артистки,
а режиссёра), но в общем фигура раскаявшейся авантюристки вышла у неё интересной». Он указал, что «Баранцевич очень мила в роли дочери фабриканта», актёр Хохлов великолепен в роли инженера Стратонова, Нароков показал себя «прекрасным характерным актёром экрана», Николай Радин был интересен в своей роли.
«Очень трогательна, а в нужных местах эффектна В.А. Каралли, — писал «Вестник кинематографии». — …Туалет артистки, в особенности меха, — шеншеля и горностай, полны роскоши прямо дворцовой».
В. Ахрамович имел возможность оценить фильм в двух версиях (до перемонтажа и после): «C публичным просмотром явно поторопились, и картина много проиграла от растянутости первых четырёх частей и непонятных скачков и сокращений в последних
частях. Неладное было и в надписях». «Но для критики просмотр первой полной редакции картины — истинное наслаждение и большой материал для суждений», — писал он, отмечая также, что «ошибки, легко устранимые ножницами и связующей надписью, вскрывают перед нами корни творчества режиссёра».
Историк кино Вениамин Вишневский выделял эту картину как «крупнейший фильм Е. Ф. Бауэра, весьма характерный для его творчества». В то же время историк кинематографа Cемён Гинзбург упрекал режиссёра в том, что он «пытался примирить сочувственное изображение стачечной борьбы рабочих с утверждением буржуазной морали и воплощением своих положительных идеалов в образе волевого дельца-капиталиста».
По мнению С. Гинзбурга, «Бауэр хотел показать, что между хозяевами и рабочими нет неразрешимых противоречий и что долг служилой интеллигенции, близкой народу, содействовать сглаживанию возникающих отдельных конфликтов». «Первое в русском кинематографе изображение стачки выглядит очень смешно: кучка плохо одетых людей, собранных на маленькой павильонной площадке, имитирующей натуру, беспомощно, как в плохой оперной массовке, размахивает руками. Из действия картины совершенно невозможно понять, почему они забастовали и чего они добиваются», — писал советский киновед.
Кинокритик Евгений Громов считал этот фильм Бауэра хрестоматией его творчества: «В нём есть всё, что присуще Бауэру — режиссёру и художнику». Он отмечал, что «режиссёр слишком долго работал над ним, тщательно готовя декорации и многократно репетируя с актёрами», при этом соглашаясь с тем, что «фильм действительно получился не по-бауэровски сухим и рациональным». Он обращал внимание на то, что Бауэр «стремился уже к более сложной и серьёзной тематике, чем та, которую он избирал раньше» и пытался «вторгаться и в зону больших социальных проблем».
По мнению Е. С. Громова, «Бауэр плохо представлял себе жизнь рабочих, обстановку их труда», поэтому «интерьеры завода выполнены сухо и наивно, костюмы рабочих подобраны случайно, без знания предмета», зато «гораздо убедительнее кадры, рисующие в критическом духе богатую и пошлую жизнь „верхов“». «Бытовая обстановка миллионера Железнова, в которой все кричало о богатстве и кичливости, — писал критик, — порою объективнее и ярче, чем примитивная драматургия, характеризовала его как алчного и малокультурного нувориша». Открытие Бауэром пластической силы и динамичной красоты вещи на экране Громов считал «тайной тайн» искусства кино и кинолент Е. Бауэра. 
Киновед Ирина Гращенкова отметила: «Интуитивно, а, может быть и осознанно, Бауэр обращался к опыту одного из создателей русского модерна, крупнейшего архитектора Фёдора Шехтеля. Масштабные интерьеры в фильме „Набат“ — вестибюль, кабинет в готическом стиле — были выполнены непосредственно в его стилистике, Бауэр виртуозно владел пространством, светом, воздухом — главными составляющими архитектуры модерн».
Киновед Лидия Зайцева подробно рассмотрела художественные особенности фильма в своей монографии. В частности, она отметила: «Фильм „Набат“ (1917 г.), оставаясь салонной мелодрамой, приобретает новые свойства, идущие прежде всего от характеристики среды действия. Теперь замысел режиссёра опирается на сопоставление трёх основных интерьеров (художник Л. Кулешов), каждый из которых несёт отчётливую социальную характеристику персонажей и действия». «Идея классового мира людей, занятых реальным производством, их общее противостояние миру уходящей в небытие аристократии, отразило иллюзии, достаточно распространённые на переломе веков», — писала Л. Зайцева. При этом и в социально значимом сюжете режиссёра «больше продолжают занимать любовные переживания героев, сплетение их судеб». Кинокритик также отмечала:

«В некоторых моментах действия ведущую роль начинают играть монтажные сопоставления, перебивки одного фрагмента другим. Мало того, что Бауэр использует монтаж в чередовании эпизодов, при сопоставлении разрозненных сцен. Он анализирует состояние участников этих сцен с помощью монтажного построения почти каждой из них».
По мнению киноведа, оператор Б. Завелев «выигрышно использует все нюансы в построении декораций и мизансцен». Умело «управляя световыми потоками, бликами, отражениями фактур в блестящих поверхностях обстановки и зеркалах, он создает своего рода „драматургию“ эмоционально воздействующих эффектов и превращает разрозненные открытия живописно-пластического кинематографа в завершённый художественный стиль».
Высокую оценку получила дебютная работа юного на тот момент кинохудожника Льва Кулешова. По словам Л. Зайцевой, он «щедро помещает в кадр множество диковинных деталей, создавая выразительный фон и образную среду для действия актёров». При этом «его творческая фантазия, практически не встречавшая ограничений благодаря возможностям фирмы Ханжонкова, тем не менее, строго подчинена задачам постановщика и сообразуется с его собственным кинематографическим опытом».
Историк кино В. Ф. Семерчук назвал фильм «грандиозным и блестящим по стилю». Он так оценил работу Е. Бауэра: «Художник чуткий и подверженный влиянию времени, он сталкивает в сюжете представителей „разлагающейся и вымирающей“ аристократии с фабрикантом и его сподвижником — инженером. Полное поражение аристократов в фильме свидетельствует о важном влиянии на Бауэра февральской буржуазной революции, в которой аристократия потерпела сокрушительное поражение».